# Cooties
Cooties è un film del 2014 diretto da Jonathan Milott e Cary Murnion.

## Trama
Un misterioso virus colpisce una scuola elementare e trasforma gli alunni in selvaggi. Clint Hadson, ex alunno e scrittore alle prese con il suo primo romanzo, si ritrova alla guida di un gruppo di insegnanti che lottano per la loro vita.

## Distribuzione
Il film è stato presentato in anteprima mondiale al Sundance Film Festival il 18 gennaio 2014, prima di essere distribuito il 18 settembre 2015, in versione limitata e su video on demand di Lionsgate Premiere.

## Accoglienza

### Critica
Cooties detiene un indice di gradimento del 45% sul sito web dell'aggregatore di recensioni Rotten Tomatoes sulla base di 42 recensioni e una valutazione  media di 5,28/10.
Il consenso della recita: "Una commedia horror senza nemmeno avere abbastanza di entrambi, Cooties si accontenta fatalmente di pattinare sulla sua  premessa intrigante e stravagante."
Su Metacritic,  il film ha una valutazione di 49 su 100 basata su 21 critici, indicando recensioni contrastanti o nella media.